# Vignanello
Vignanello é uma comuna italiana da região do Lácio, província de Viterbo, com cerca de 4.705  habitantes, segundo o censo de 2001. Estende-se por uma área de 20,53 km², tendo uma densidade populacional de 229,18 hab/km². Faz fronteira com Corchiano, Fabrica di Roma, Gallese, Soriano nel Cimino, Vallerano, Vasanello.

## Demografia
| Variação demográfica do município entre 1861 e 2011                               |
|                                                                                   |
| Fonte: Istituto Nazionale di Statistica (ISTAT) - Elaboração gráfica da Wikipedia |